# Florence Schaal
Pour les articles homonymes, voir Schaal.
Florence Schaal est une journaliste française, née le 17 août 1950. Elle a notamment travaillé à TF1 pendant 33 ans.

## Biographie
Florence Schaal rejoint la rédaction de TF1 en 1975 puis elle présente les éditions du soir et du matin du journal télévisé de la première chaîne. Au sein de la rédaction, elle est correspondante à l'Assemblée nationale puis elle dirige le service Éducation avant d’effectuer une partie de sa carrière à l'étranger. En août 1991, elle couvre le début du putsch de Moscou contre Mikhaïl Gorbatchev, le dernier président de l'URSS. Elle couvre le 11 septembre 2001 à New York où elle est la première journaliste à entrer au Ground zero avec une équipe de tournage. Revenue à Paris, elle est nommée rédactrice en chef.
Elle est ensuite correspondante permanente à Moscou en 2004, date à laquelle elle couvre notamment l’élection de Vladimir Poutine et la prise d'otages de l'école de Beslan, dont elle tire un livre paru en 2005 Jamais je n'oublierai Beslan. Pour aider les survivants de Beslan, elle fonde l'association N'oublions pas les enfants de Beslan. En 2005, elle est correspondante à Londres pendant l'attentat du métro de Londres. le 27 janvier 2006, elle participe à l'ouverture d'un centre psychothérapeutique pour les mères et les enfants survivants de Beslan. 
Mère adoptive d'une petite Vietnamienne, elle publie un ouvrage sur l'adoption, « Recherche enfant passionnément » et signe un reportage en juin 2007 pour Sept à huit sur une jeune fille philippine adoptée, considérée comme miraculée par les autorités catholiques. 
Ses reportages ont reçu de nombreux prix : du Festival TV de Monte Carlo, de l’Unesco, le prix Média Environnement.
Le 8 août 2008, se fondant sur la déclaration de pompiers, Florence Schaal a annoncé en direct dans le journal télévisé de 20 heures de TF1 la mort d'un garçonnet de deux ans et demi, à Verclause dans la Drôme, alors que l'enfant disparu depuis 48 heures venait d'être retrouvé sain et sauf. Après avoir été mise à pied, elle a été licenciée pour faute grave par TF1 au mois de septembre. Tout en reconnaissant que la faute était « flagrante et indiscutable », la Société des Journalistes de TF1 a qualifié de « disproportionnée » cette sanction. Se sentant prise pour un « bouc-émissaire », l'intéressée s'est dite quant à elle « stupéfaite et blessée par la dureté de cette sanction » . Le 2 décembre 2009 la Commission paritaire arbitrale reconnaît qu'une faute a été commise mais que Florence Schaal n'aurait pas dû être la seule sanctionnée et qu'elle n'a pas commis de faute grave justifiant un licenciement pour faute grave. La société TF1 est condamnée à lui payer des indemnités de licenciement.
À la suite de cela, son employeur décide de faire appel du jugement (courant mai 2012). Florence Schaal décide alors de prendre son scooter pour envoyer un recommandé à Nonce Paolini, son responsable d'alors, et c'est sur le chemin qu'elle est percutée à l’arrière de son scooter. Son pronostic vital sera engagé avant que son état s'améliore.

## Publications
- Recherche enfant passionnément, éd. J.-C. Lattès, 1997,  (ISBN 2709618281).
- Jamais je n'oublierai Beslan : Chronique d'une correspondante à Moscou, éd. J.-C. Lattès, 2005,  (ISBN 2709627299) : sur la prise d'otages de Beslan.